# Ctenogobius shufeldti
Ctenogobius shufeldti es una especie de peces de la familia de los Gobiidae en el orden de los Perciformes.

## Morfología
Los machos pueden llegar a alcanzar los 8 cm de longitud total.

## Hábitat
Es un pez de clima subtropical y demersal.

## Distribución geográfica
Se encuentran en Norteamérica (desde Carolina del Norte hasta el sur de Florida y Texas) y Sudamérica (Venezuela y el Brasil ).

## Observaciones
Es inofensivo para los humanos.